# Digitales Unternehmen
Digitales Unternehmen ist ein  Begriff im Unternehmenswesen und auf dem Gebiet der Digitalisierung.
Unternehmen setzen heute in bedeutenden Umfang Informationstechnologien (IT) im Rahmen ihrer administrativen Prozesse (z. B. ERP-Systeme) und vernetzten Wertschöpfungsstrukturen, im digitalen Marketing, als Schnittstelle zum Kunden (u. a. Auftragsmanagement) und Lieferanten (u. a. elektronische Beschaffung, Datenaustausch) oder auch zur Verbesserung der unternehmensinternen Zusammenarbeit zwischen räumlich verteilten Projektteams ein.
Verknüpfungen von Tools der Digitalen Fabrik mit Web-2.0-Ansätzen können bzgl. eines „Know-how-Sharing“ im Unternehmen und unternehmensübergreifend einen wesentlichen Beitrag leisten. Regelmäßig wird die Auswirkung der digitalen Technologien auf die Organisation nicht berücksichtigt oder zumindest unterschätzt. Es entsteht eine organisatorische Lücke, d. h. die Informationstechnik treibt und die Organisation hinkt hinterher.
Von wesentlicher Bedeutung für die Zuordnung eines Unternehmens in die Kategorie eines Digitalen Unternehmens ist der erreichte Reifegrad, bezogen auf die Digitalisierung des Unternehmens und der Unternehmensprozesse.

## Definition
Eine geeignete Definition für ein Digitales Unternehmen kann daher wie folgt lauten:
„Das Digitale Unternehmen realisiert seine Informationsverarbeitung innerhalb der Unternehmung und unternehmensübergreifend weitgehend digital und frei von Medienbrüchen. Es nutzt geeignete Methoden und Werkzeuge des Web 2.0 (z. B. Social Networking, Wikis, Blogs), wie auch die der Digitalen Fabrik (z. B. Simulationen, Datenmanagement, Wissensmanagement, Visualisierungen) über alle wesentlichen Prozesse im gesamten Unternehmen hinweg mit einem hohen Reifegrad unter ganzheitlichen Gesichtspunkten und entwickelt eine dem förderliche Unternehmenskultur.“